# Thomas Carlyle
Thomas Carlyle (Ecclefechan, Escocia, 4 de diciembre de 1795-Londres, 5 de febrero de 1881) fue un filósofo, historiador, traductor, matemático, crítico social y ensayista escocés. Fue catedrático y luego rector de la Universidad de Edimburgo.
En su libro On Heroes, Hero-Worship, and The Heroic in History ( "Sobre héroes, adoración a los héroes y lo heroico en la historia"), argumentó que las acciones del "Gran Hombre" juegan un papel clave en la historia, afirmando que "la historia del mundo no es más que la biografía de los grandes hombres". Otras obras importantes incluyen The French Revolution: A History (La Revolución Francesa: una historia) y The History of Friedrich II of Prussia, Called Frederick the Great, ("La Historia de Federico II de Prusia, llamado Federico el Grande).
Su historia sobre la Revolución Francesa (1837) fue la inspiración para la novela Historia de dos ciudades (1859) de Charles Dickens, y sigue siendo popular en la actualidad. Su obra Sartor Resartus (1836) es una notable novela filosófica. 
Carlyle, un destacado polemista, acuñó el término "la ciencia lúgubre" para la economía, en su ensayo Occasional Discourse on the Negro Question ("Discurso ocasional sobre la cuestión negra"), que abogaba por la reintroducción de la esclavitud en las Indias Occidentales. También escribió artículos para la Enciclopedia de Edimburgo.
Carlyle fue cristiano, pero perdió su fe mientras asistía a la Universidad de Edimburgo, y luego adoptó una forma de deísmo.
En matemáticas, es conocido por el círculo de Carlyle, un método utilizado en ecuaciones de segundo grado y para desarrollar construcciones de polígonos regulares con regla y compás.

## Biografía
De familia estrictamente calvinista, estudió teología en la Universidad de Edimburgo con el deseo de hacerse pastor, pero perdió la fe en una crisis que expuso en parte en su posterior novela Sartor Resartus, y abandonó esos estudios en 1814, aunque siempre siguieron vivos en él los valores que le inculcaron. Se dedicó entonces a la enseñanza de las matemáticas durante casi cuatro años. Después se fue a Edimburgo y empezó a estudiar Derecho y a escribir diversos artículos (1819-1821). Su carácter se agrió profundamente desde entonces al ser víctima de una úlcera estomacal que lo acompañaría el resto de su vida. Además empezó a apasionarse por la lengua y la literatura alemanas, que llegó a conocer perfectamente. En particular le impresionó profundamente el idealismo alemán (Fichte); animado por sus descubrimientos, comenzó a divulgar la literatura alemana entre sus compatriotas traduciendo obras de Goethe, escribiendo una Vida de Schiller (1825) y publicando numerosos artículos sobre Alemania y su cultura. 
Tras un viaje a París  y Londres, volvió a Escocia y colaboró en la revista literaria liberal Edinburgh Review. En 1826 se casó con Jane Baillie Welsh, una escritora a la que había conocido en 1821. A partir de 1828 vivieron en Craigenputtock (Escocia), donde Carlyle compuso el poioumenon o metanovela Sartor Resartus, traducible como El Sastre Satreado, publicada originalmente entre 1833 y 1834 por la Fraser's Magazine. Se trata, en general, de una sátira del utilitarismo y materialismo de los ingleses que recurre ampliamente a la ironía con un estilo retórico y académico de amplio párrafo. Para Carlyle son una falsedad las riquezas materiales porque conducen a una crisis personal de la que solo puede salvar un idealismo espiritual. Con esta obra, Carlyle se perfila además como un crítico social de mirada preocupada por las condiciones de vida de los trabajadores británicos, en la que deja ver su profundo desencanto por los estragos que ha causado la Revolución industrial. Durante sus días en Craigenputtock entabló una amistad de por vida con Ralph Waldo Emerson, el célebre ensayista estadounidense. En 1834 se trasladó a Londres, donde recibió el apodo "el Sabio de Chelsea" y formó parte de un círculo literario en el que figuraban los ensayistas Leigh Hunt y John Stuart Mill.
En Londres escribió una exitosa Historia de la Revolución francesa (1837), estudio histórico basado en la opresión de indigentes que inspiró a Charles Dickens su Historia de dos ciudades. Luego dio conferencias entre las que destaca Los héroes (1841), donde sostiene que el avance de la civilización se debe a los hechos de individuos excepcionales y no de las masas. Este desdén por la democracia y su alabanza de la sociedad feudal se advierten en buena parte de sus escritos posteriores, especialmente en El cartismo (1839) y Pasado y presente (1843). Escribió una vez: "La democracia es la desesperación de no encontrar héroes que nos dirijan". Para entender a este autor, en una gran reflexión que Ernst Cassirer realiza sobre el mito del héroe en su libro "El mito del Estado", nos recomienda poner atención en su devoción por Goethe y por Fichte para comprender su filosofía de la vida: "soy lo que hago". 
Su concepto de la historia queda reflejado en obras como Cartas y discursos de Oliver Cromwell (1845) e Historia de Federico II de Prusia, que consta de 10 volúmenes escritos entre 1858 y 1865. Produjo también una autobiografía titulada Recuerdos, que se publicó en 1881. En obras de Ruskin y Dickens encontraremos gran influencia de este pensador.
El pensamiento y las obras de Carlyle renovaron la escritura anglosajona; suele señalarse entre sus méritos indudables el haber conseguido que sus compatriotas se interesasen al fin por la literatura y la filosofía alemanas, que habían denostado tanto, y perdieran parte de sus prejuicios sobre las mismas.

## Obras
- (1829) Signs of the Times The Victorian Web
- (1831) Sartor Resartus Proyecto Gutenberg
- (1837) The French Revolution: A History ("La Revolución Francesa: una historia") Proyecto Gutenberg
- (1840) Chartism Google Books
- (1841) On Heroes and Hero Worship and the Heroic in History ("De los héroes y sobre su culto y el culto a lo heroico en la Historia") Project Gutenberg
- (1843) Past and Present (Pasado y Presente") Project Gutenberg
- (1843) Dr. Francia.[8]
- (1845) Oliver Cromwell's letters and speeches, with elucidations ("Cartas y Discursos de Oliver Cromwell, con disquisiciones"), ed. Thomas Carlyle, 3 vol. (1845, often reprinted). online version another online version Archivado el 26 de junio de 2012 en Wayback Machine.
  - Morrill, John. "Textualizing and Contextualizing Cromwell." Historical Journal 1990 33(3): 629–639. ISSN 0018-246X Texto completo en Jstor. Utiliza la edición de Abbott y Carlyle.
- (1849) "Occasional Discourse on the Negro Question", Fraser's Magazine (anónimo), texto en línea
- (1850) Latter-Day Pamphlets Proyecto Gutenberg
- (1851) The Life Of John Sterling ("La vida de John Sterling") Proyecto Gutenberg
- (1858) History of Friedrich II of Prussia ("Historia de Federico II de Prusia") Índice del Proyecto Gutenberg de Textos
- (1867) Shooting Niagara: and After Texto en línea Archivado el 7 de noviembre de 2013 en Wayback Machine.
- (1875) The Early kings of Norway Project Gutenberg
- (1882) Reminiscences of my Irish Journey in 1849 ("Recuerdos de un viaje irlandés en 1849") texto en línea

### Colecciones de obras escogidas de Carlyle
En vida:
- Edición no autorizada Thomas' Carlyle's Ausgewählte Schriften, 1855–56, Leipzig. Traducciones de A. Kretzschmar, abandonada tras el sexto volumen.
- Edición autorizada de Chapman & Hall, 16 vols, 1857-58.
- Segunda edición autorizada para bibliotecas Chapman and Hall, 34 vols (30 vols 1869-71, 3 adicionales en 1871 y uno más en 1875).
- Edición popular autorizada, Chapman & Hall, 39 vols (37 vols 1871-74, con 2 vols. extra añadidos en 1874 y 1878).
- Edición de gabinete autorizada Chapman & Hall, 37 vols en 18, 1874 (impresa de las planchas de la edición popular)

Ediciones póstumas:
- Edición del Centenario Chapman & Hall, 30 vols., 1896-99 (reimpresa en 1907). Introducciones por Henry Duff Traill. El texto se funda en la edición popular.
- Edición de Norman y Charlotte Strouse (originariamente llamada edición California Carlyle), University of California Press, 1993-2006. Solamente se han entregado 4 vols.: On Heroes (1993), Sartor Resartus (2000), Historical Essays (2003) y Past and Present (2006). Aunque incompleta, es la única edición crítica hasta el momento.